# BMW M10

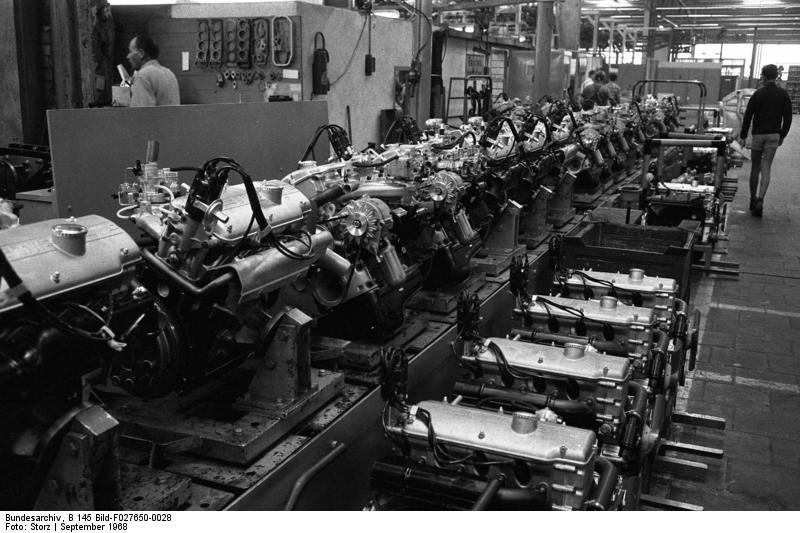
Производство в Мюнхене, 1968 год

BMW M10 — бензиновый двигатель внутреннего сгорания немецкого автоконцерна BMW. Производился с 1961 по 1988 год. Вытеснен с конвейера моделью BMW M40.
В 1963 году были введены новые правила именования автомобилей и двигателей. Автомобилям присваивался код Exx, а двигателям — Mxx.
Производство двигателя BMW M10 завершилось в 1988 году. На смену пришёл двигатель BMW M40.

## Технические характеристики
| Тип двигателя | Цилиндров  | Диаметр цилиндра | Годы производства |
| ------------- | ---------- | ---------------- | ----------------- |
| M10           | 4 (рядное) | 100 мм           | 1962—1988         |
| M20           | 6 (рядное) | 91 мм            | 1976—1992         |
| M30           | 6 (рядное) | 100 мм           | 1968—1994         |

## Галерея

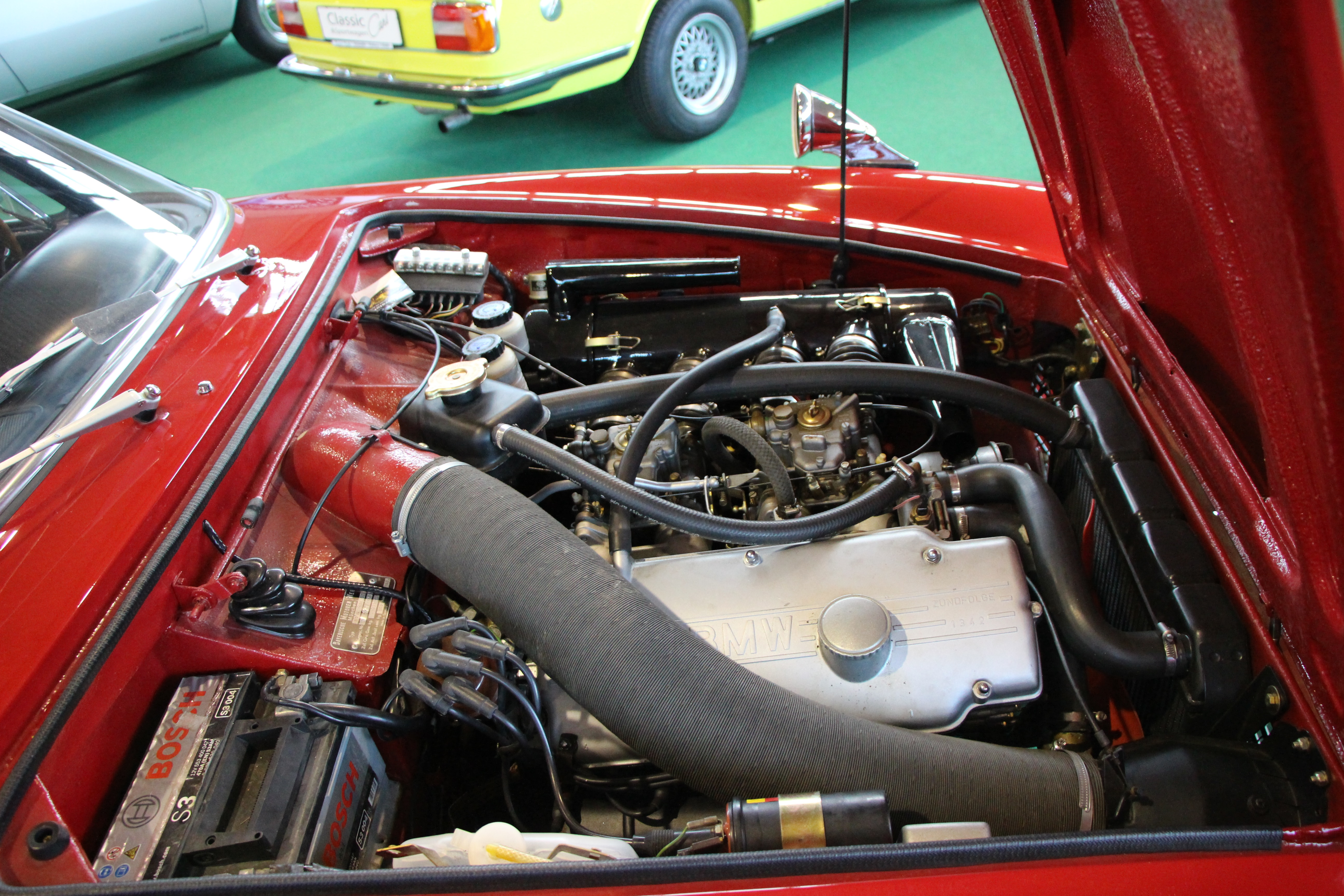
BMW M10 на BMW 1600 GT
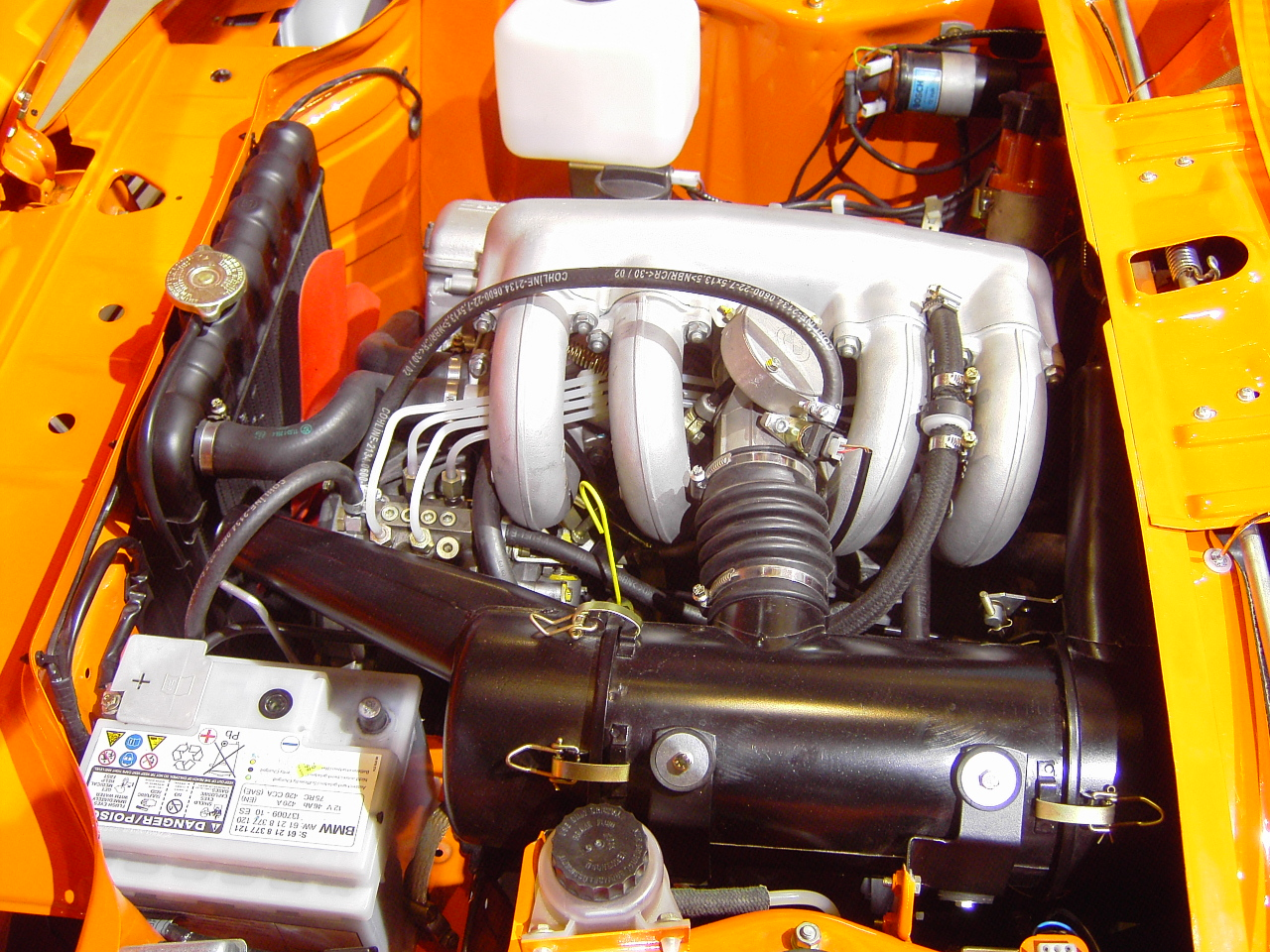
BMW M10 на BMW 2002 tii
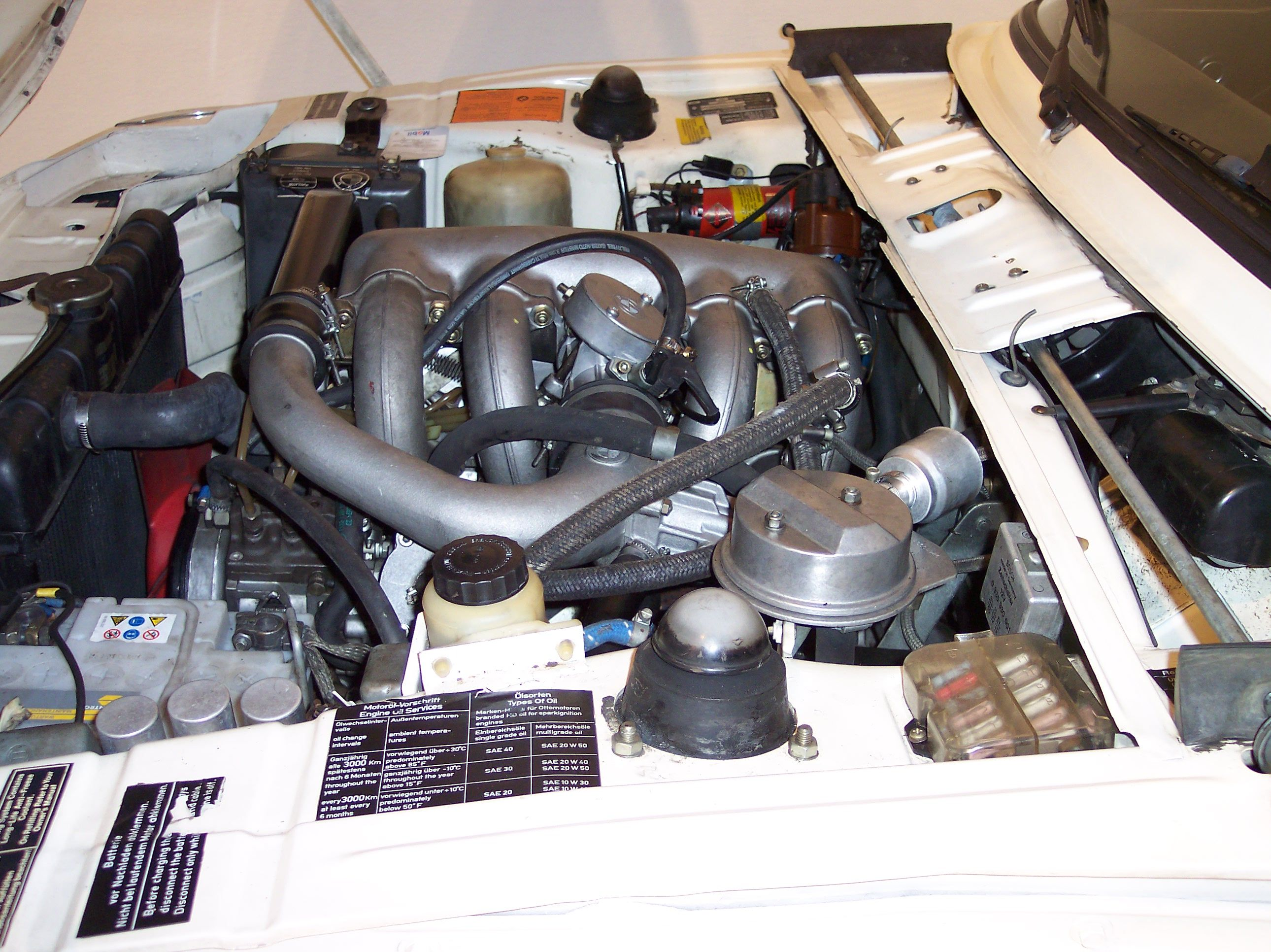
BMW 2002 turbo
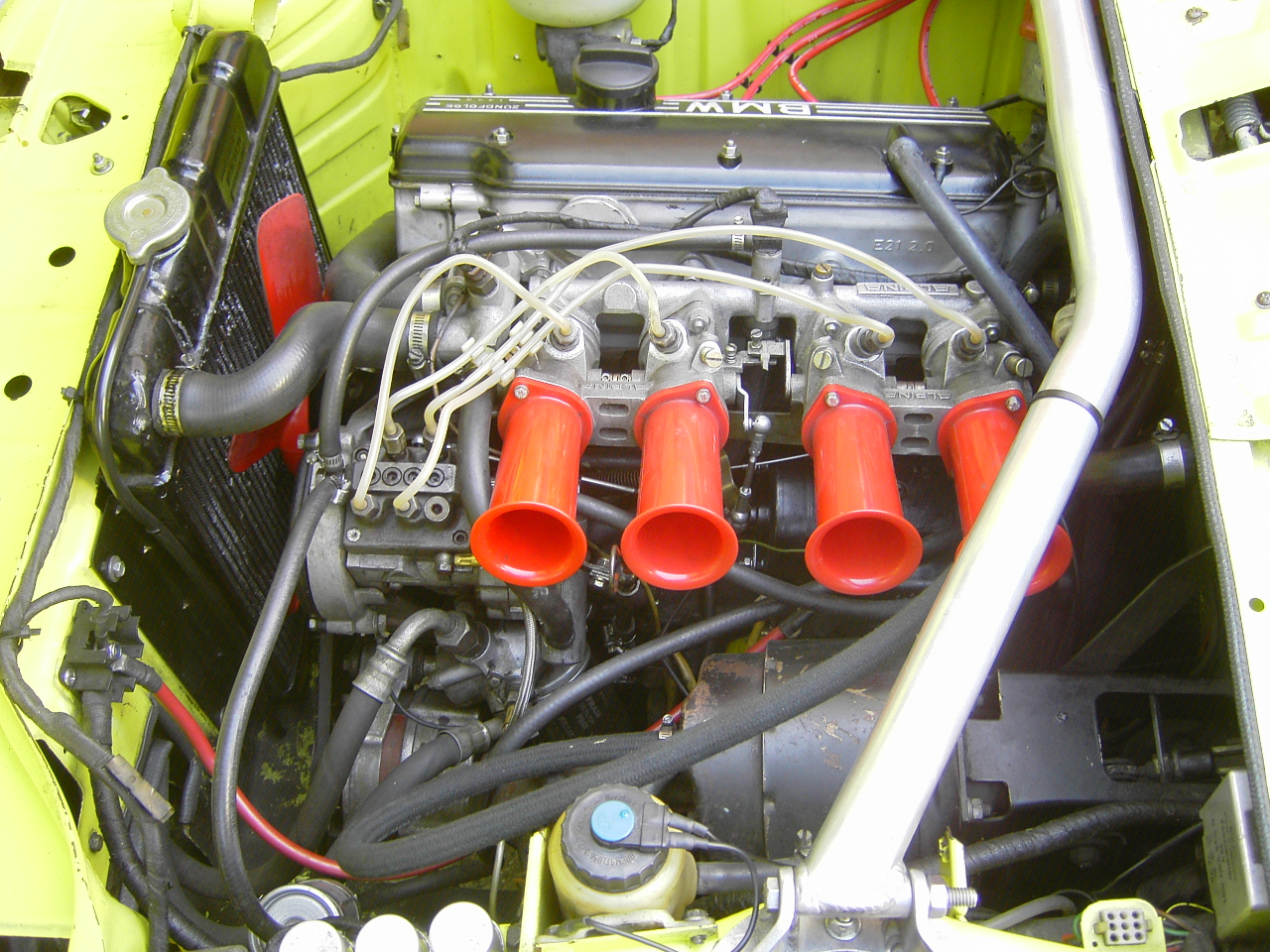
BMW M10 на BMW 2002 tii
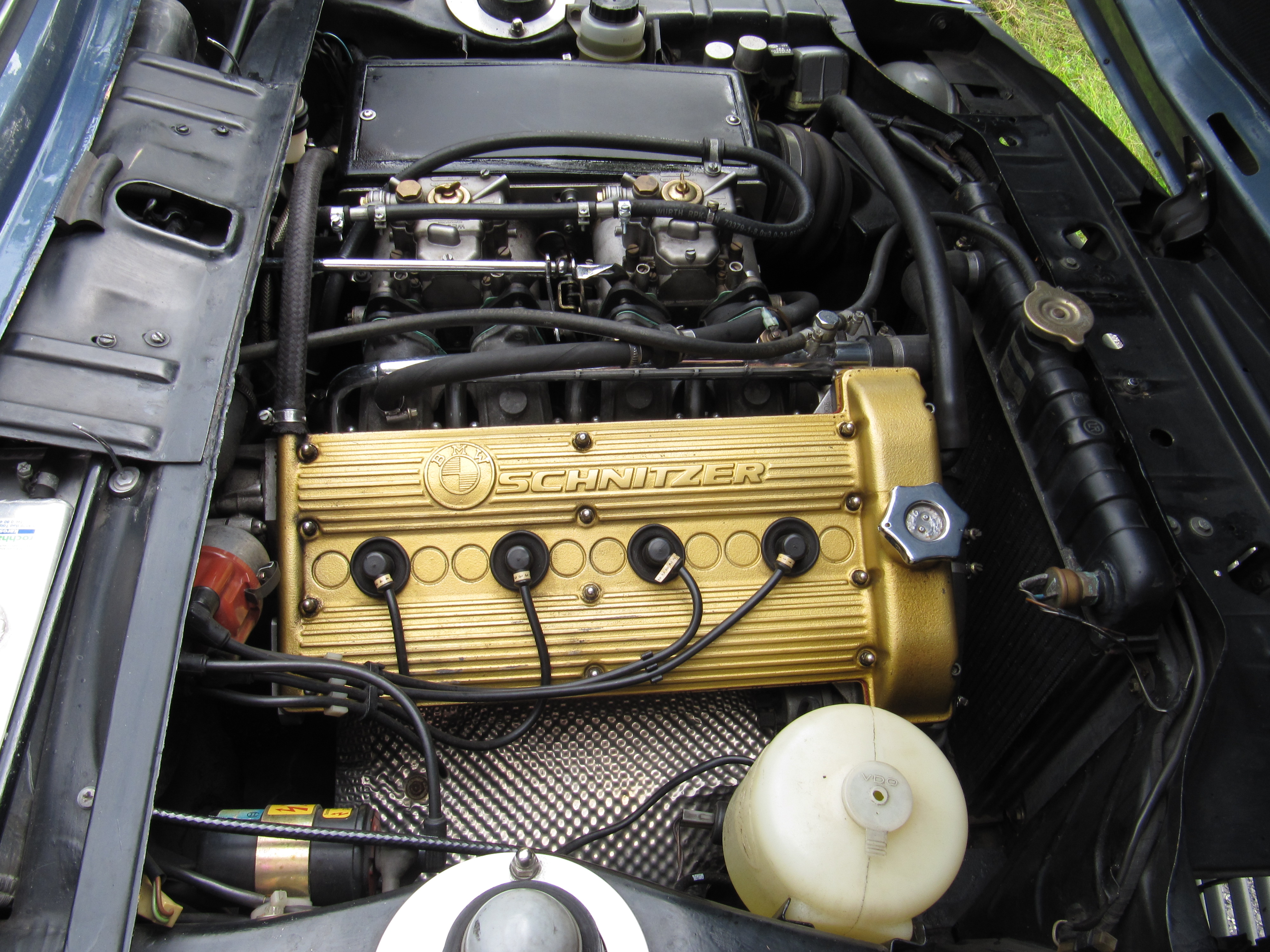
BMW M10 на BMW 2002
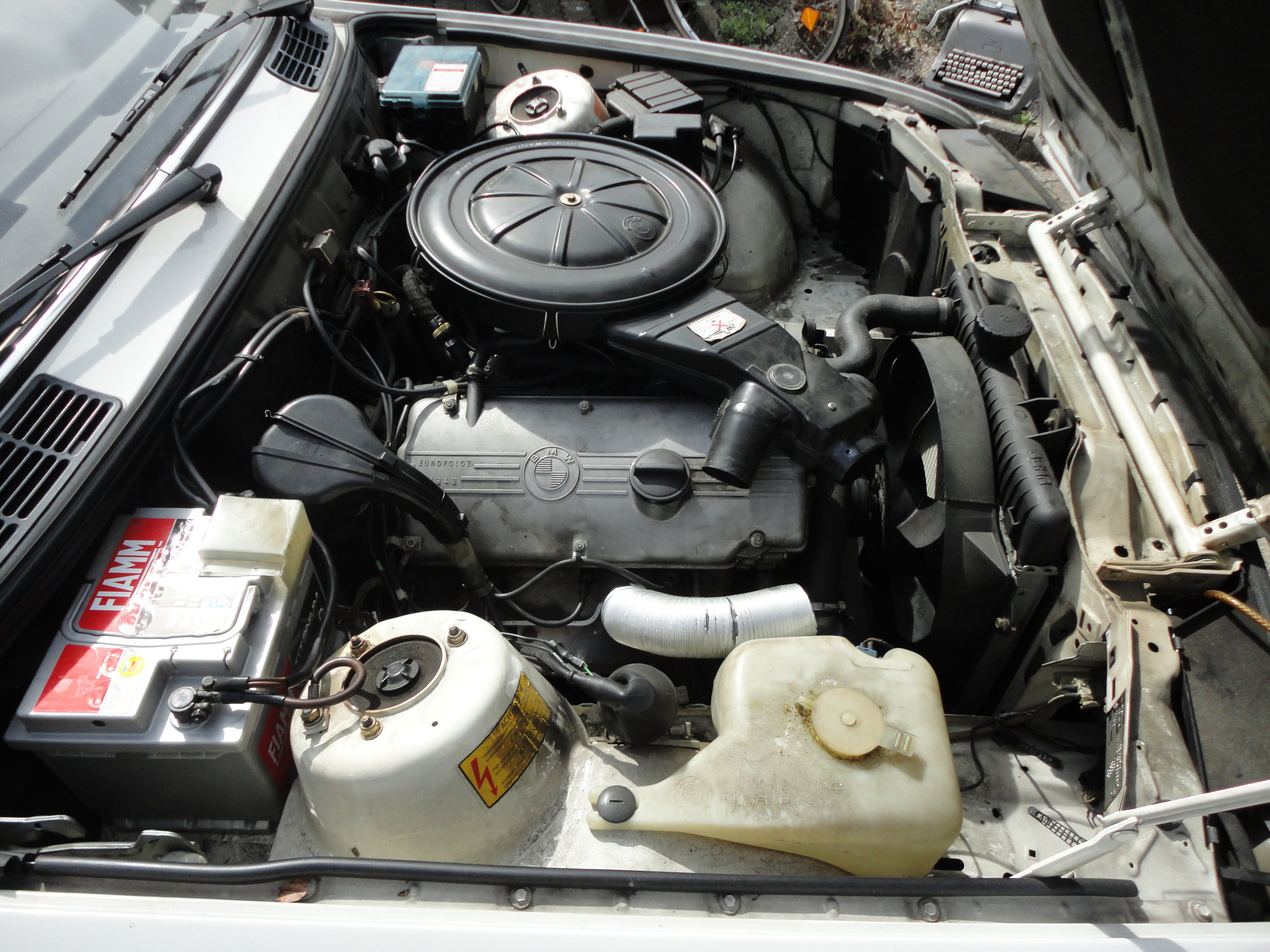
BMW M10 на BMW E30
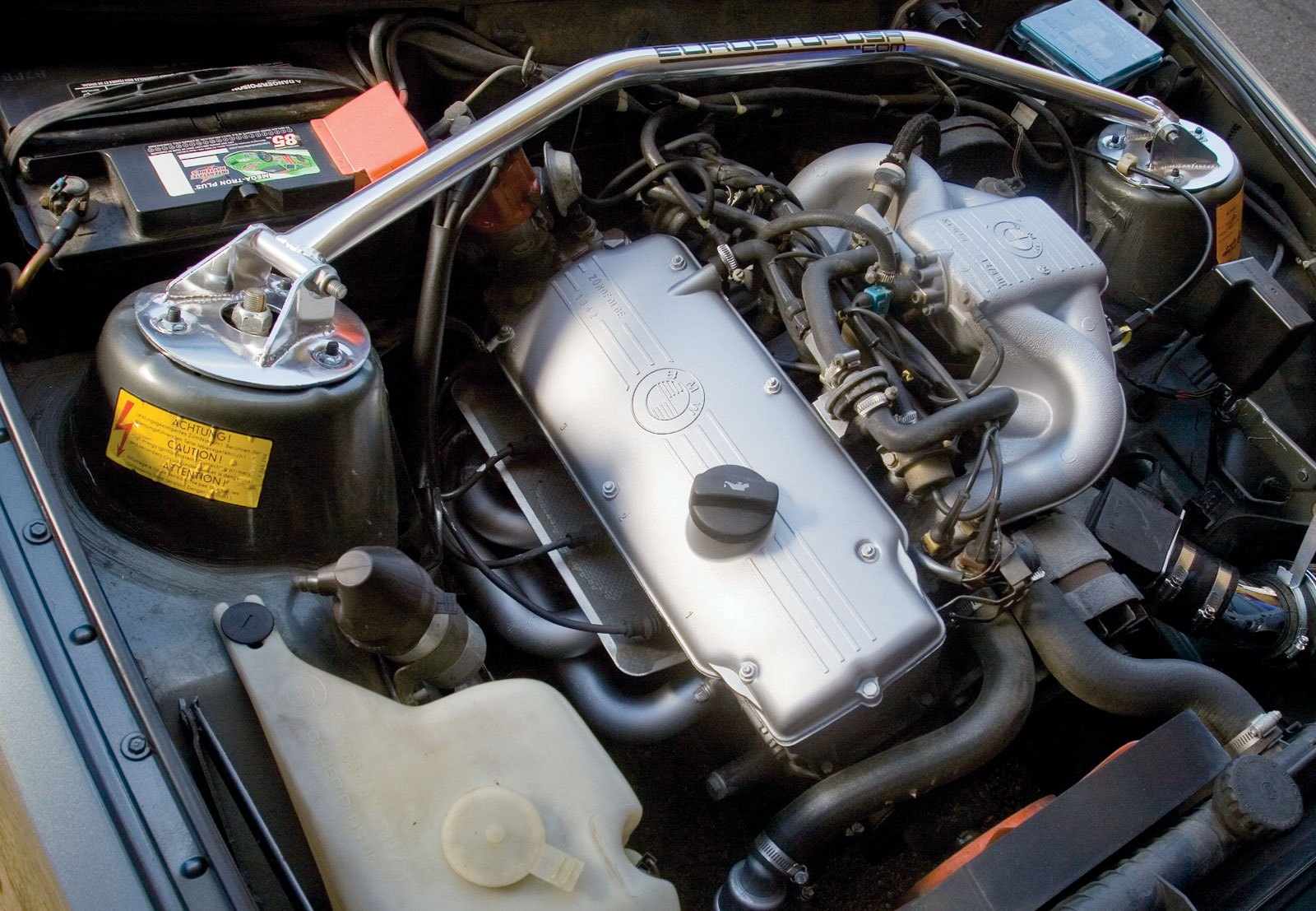
BMW M10 L-Jettronic на BMW E30
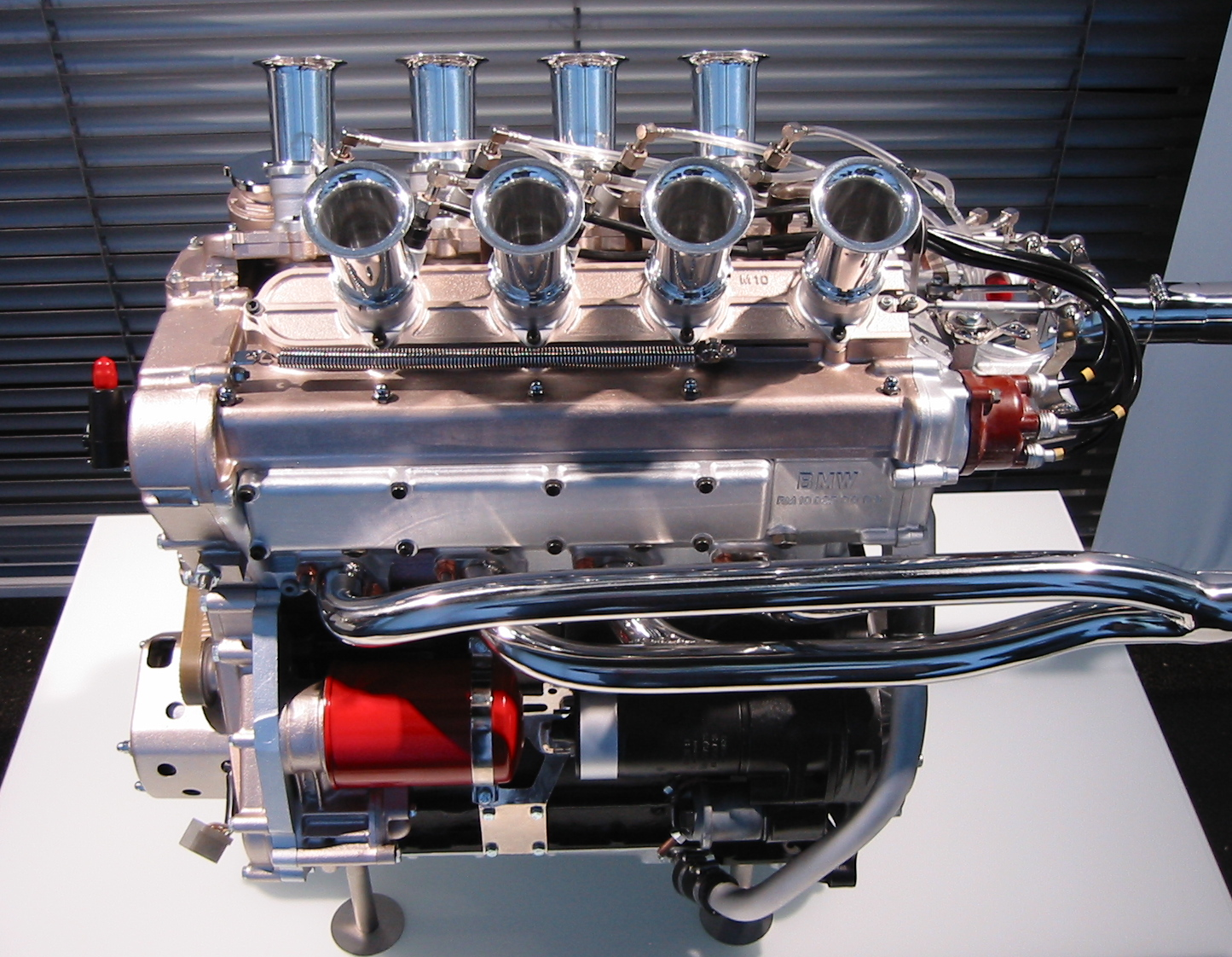
BMW M10 для автомобилей Формулы-2
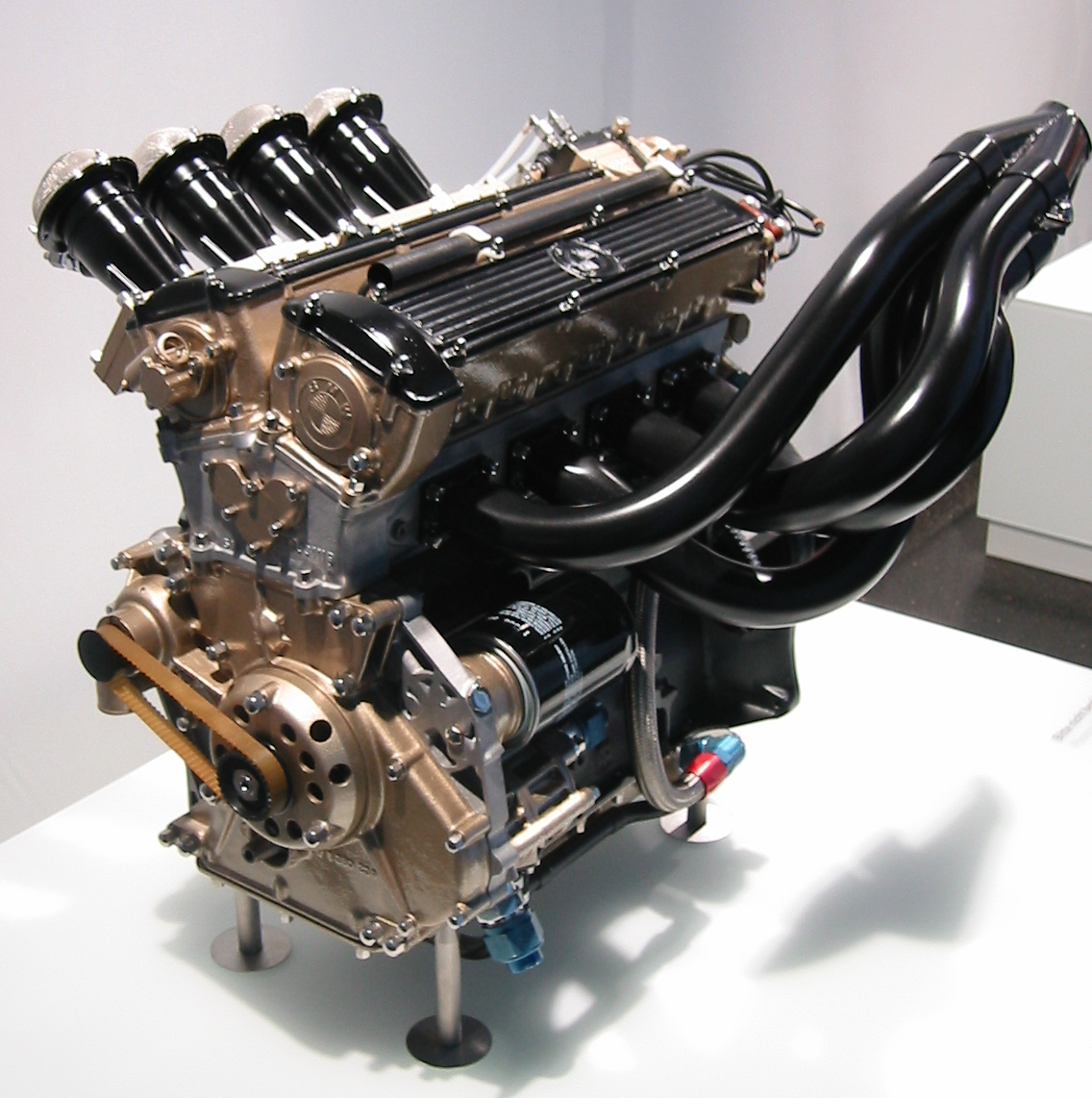
BMW M12 для автомобилей Формулы-2
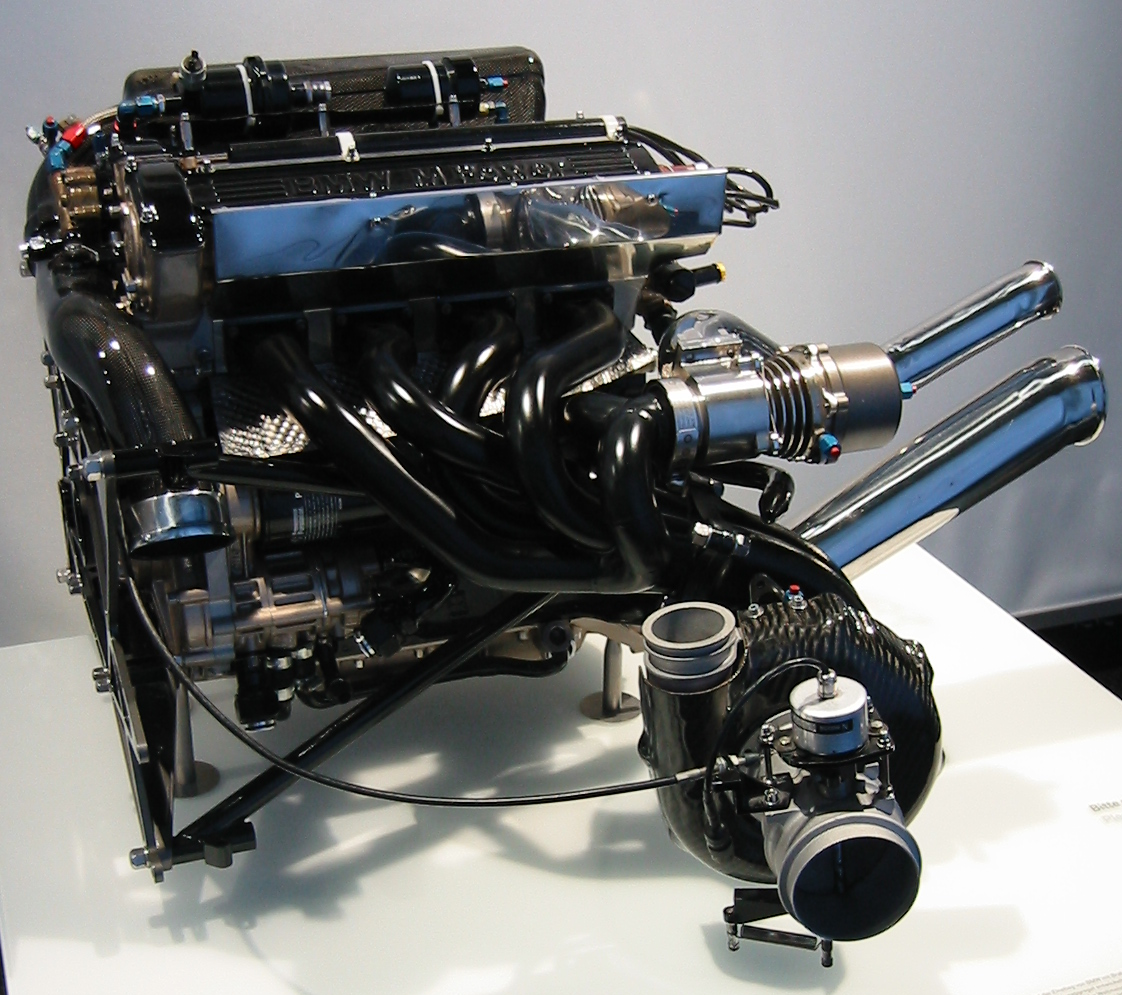
BMW M12/13 в музее BMW